# マーキュリー・アトラス3号
マーキュリー・アトラス3号 (マーキュリー・アトラス3ごう、英: Mercury-Atlas 3、以下MA-3とも記述) は、マーキュリー計画で行われた無人の宇宙飛行である。1961年4月25日16:15UTC、フロリダ州ケープカナベラル空軍基地の14番複合発射施設から打ち上げられた。この飛行では、宇宙船にはマーキュリー8号機、発射機にはアトラスロケット8号機100-Dが使用され、船内にはロボットの飛行士 (mechanical astronaut) が搭載されていた。
使用されたアトラス100-D型ミサイルには、搭載されるマーキュリー宇宙船の重量に対応するため、機体の外殻を厚くしてマーキュリー・アトラス1号で発生したような事故が再発することに備えるなど、多くの技術的改善がなされていた。さらにそれ以前のアトラスが使用していた、大きくてかさばり、大電力を消費し、発射の途中で信号レベルが低下する傾向があった真空管を使用した旧式のシステムに変わり、新型のトランジスター化された遠隔測定機器が導入されていた。改良型の遠隔装置はアトラス・セントールロケットで初めて使用され、マーキュリー計画で急速に浸透した。
しかし、この飛行で、アトラスは人間を乗せて発射できるだけの信頼性からは依然としてほど遠い状態にあることが実証された。
機体は、発射後十数秒は順調に飛行した。しかし、T+20 (発射から20秒後) 以降は、ピッチ角 (傾き) とロール角 (回転) を制御する信号が送られてこなくなっていたことにより垂直に上昇し続けた。これはペイロードを軌道に送るというミッションの失敗のみならず、最悪の場合は射場近辺に落下し大爆発のおそれもあるという、極めて危険な推移である（注: そのような最悪の事態を防ぐ、という概念を「射場安全」（Range safety）という）。
以下はマーキュリー計画の飛行指揮官 (Flight Director) であったジーン・クランツ (Gene Kranz) の回想である。

「打ち上げから2秒後、発射および周回軌道制御の責任者である宇宙船操縦技師 (the flight dynamics officer, FIDO) のテック・ロバーツ (Tec Roberts) が、『飛行指揮官、ロールとピッチのプログラムが発生しない』というウェールズ訛りの悲痛な声を上げた。管制室にいた者は皆、ロバーツの簡潔な報告が持つ重大な意味を理解したため凍りついた。正常な飛行であれば、ロール・ピッチのプログラムがアトラスの軌道を発射直後の垂直なものから、大西洋上空を通過する水平なものに変更するはずだったが、このアトラスは不可解にも垂直に上昇し続け、ケープやその周辺地域を危機に陥れていた。最悪の事態は機体が再び機首を地面に向け、地表に激突して爆発することであり、ロケットが高く飛べば飛ぶほど残骸の『痕跡』はより広範囲に、ケープやその周辺地域全般に飛散するおそれがあった。発射の様子を監視していた射場安全官 (range safety officer, RSO) はロール・ピッチプログラムの欠落を確認したが、アトラスに対し軌道を回復し再び大西洋に向かう機会を与えた。彼は指令ボタンの保護カバーを開け、自身のコンソールボックス (制御台) の中でアトラスが限界値に近づいていくのを見つめていた。発射から43秒後、ロバーツが『射場安全官が破壊の指令を送った』と報告した。我々は言葉も発せず、タイムレコーダーに耳をそばだて、飛行が失敗に終わったことを告げるくぐもった『爆音』が発生するのを刻一刻と待っていた。再突入軌道の計画と実行の責任者である、逆噴射制御官 (the retro controller, RETRO) のカール・ハス (Carl Huss) が、『レーダーが複数の物体を補足した』と報告した。ロバートの『クリス、すまない』という応答が我々全員の感情を代弁していた。我々は何も言わず、しばらくの間制御台の前に座っていたが、その後管制官らは一人一人、マニュアルを閉じて文書をしまい始めた。」

炎とともに地面に降りそそぐ脱落した部品の雨の中、マーキュリー・アトラス3号の飛行は発射後わずか43秒で終了した。破壊の指令が送られ、それは無事に機体に到達し、離脱用ロケットが作動してペイロードの宇宙船が安全に分離された後、ロケットは破壊された。宇宙船は7分19秒で高度7.2 km、水平距離わずかに1.8 kmほどを飛行したが、そのほとんどの時間はパラシュートで降下するときのものであった。8号は発射後20分ほどで大西洋から回収され、次のMA-4号の飛行で8A号宇宙船として再使用された。マーキュリー・アトラスで緊急脱出用ロケットの実機が使用されたのはこれが初めてのことで、関係者にとって唯一の救いだったのは、この飛行により脱出システムの信頼性が実証されたことだった。
遠隔データの解析により、事故原因は誘導システムの何らかのエラーであることは速やかに特定されたが正確な要因は確定できず、ミサイルのプログラム装置が発射直後に完全に停止したかあるいは電力不足に陥ったため、再起動したときにピッチとロールの手順が実行できなかったのではないかと思われた。MA-3の飛行から2ヶ月後、問題の装置が発射台からほど近い海岸の泥の中から発見され、検証された。事故の正確な原因は特定されなかったが、装置内のピンに汚れが付着していたのではないか、あるいは過渡電圧によりプログラムがリセットされてしまったのではないかなど、いくつかの可能性が指摘された。プログラム装置全体にはいくつかの設計上の欠陥が発見され、修正が要求された。